# Micrathyria didyma
Micrathyria didyma is een libellensoort uit de familie van de korenbouten (Libellulidae), onderorde echte libellen (Anisoptera).
De wetenschappelijke naam Micrathyria didyma is voor het eerst geldig gepubliceerd in 1857 door Selys in Sagra.